# 王天戈
王天戈（1963年—），籍貫台湾苗栗，中华人民共和国政治人物、第十二届全国政协委员。
早年加入台盟。1984年11月参加工作，现任台盟吉林省委员会主任委员，1997年任农安县副县长。2001年，当选为台盟吉林省委副主委。2002年，任吉林省乡镇企业管理局副局长；2002年7月，当选为台盟吉林省委主委。现任台盟吉林省委员会主任委员。2018年1月，当选第十三届全国政协委员。